# Песочня (приток Москвы)
Песочня — река в России, протекает в Можайском городском округе Московской области. Левый приток Москвы-реки.
Берёт начало в болотах на границе Московской и Смоленской областей. Течёт на восток. Река малонаселена. По берегам располагаются преимущественно смешанные леса. Устье реки находится в 419 км по левому берегу реки Москвы. Длина реки составляет 19 км, площадь водосборного бассейна — 68,6 км². По берегам реки расположены деревни Заполье, Замошье, Астафьево, Махово и Межутино.
По данным Государственного водного реестра России, относится к Окскому бассейновому округу. Речной бассейн — Ока, речной подбассейн — бассейны притоков Оки до впадения Мокши, водохозяйственный участок — Москва от истока до Можайского гидроузла.